# Analogue structurel
Pour les articles homonymes, voir Analogue.
En chimie, un analogue structurel, analogue chimique ou simplement analogue, est un composé ayant une structure chimique similaire à un autre composé, mais différant de celui-ci par un certain composant. Il peut différer de un ou plusieurs atomes, groupes fonctionnels, sous-structures, qui sont remplacés par d'autres atomes, groupes fonctionnels ou sous-structures.
Malgré leur grande similarité chimique, les analogues structurels ne sont pas nécessairement des analogues fonctionnels et peuvent avoir des propriétés physiques, chimiques, biochimiques ou pharmacologiques très différentes.
Dans le développement de médicaments, de grandes séries d'analogues structurels du composé initial sont créées et testées afin d'étudier la relation structure-activité.

## Exemples
| Composé à base de carbone  |          |           |           |          |
| Méthane                    | Éthane   | Propane   | Acétylène | Méthanol |
| Composé à base de silicium |          |           |           |          |
| Silane                     | Disilane | Trisilane | Disilyne  | Silanol  |

|  |  |  |